# Długość fali Comptona
Długość fali Comptona, komptonowska długość fali (KDF) – kwantowa własność cząstki. Pojęcie zostało wprowadzone przez Arthura Comptona w jego objaśnieniach dotyczących procesu rozpraszania fotonów przez elektrony (proces ten określany jest mianem rozpraszania komptonowskiego). Długość fali Comptona cząstki jest równa długości fali fotonu, którego energia jest taka sama jak masa spoczynkowa cząstki.

## Standardowa długość fali Comptona
Standardowa KDF {\displaystyle \lambda } dla danej cząstki jest wyrażona za pomocą wzoru
{\displaystyle \lambda ={\frac {h}{mc}},}
gdzie:
{\displaystyle h} – stała Plancka,
{\displaystyle m} – masa spoczynkowa cząstki,
{\displaystyle c} – prędkość światła.
Znaczenie tego wyrażenia ukazane jest we wzorze na tzw. przesunięcie Comptona.
Bez utraty ogólności, wyrażając masę cząstki jako rzeczywistą wielokrotność {\displaystyle (M)} masy Plancka {\displaystyle (m_{\text{P}}),} a długość fali jako rzeczywistą wielokrotność {\displaystyle (L)} długości Plancka {\displaystyle (l_{\text{P}})}
{\displaystyle \lambda =Ll_{\text{P}}={\frac {h}{Mm_{\text{P}}c}}}
powyższy wzór upraszcza się do postaci
{\displaystyle L={\frac {2\pi }{M}}.}
Wartość długości fali Comptona dla elektronu, na podstawie pomiarów od roku 2022 wg CODATA, wynosi {\displaystyle 2{,}42631023538(76)\cdot 10^{-12}\,\mathrm {m} }. Inne cząstki mają różne wartości długości fali Comptona.

## Zredukowana długość fali Comptona
Gdy długość fali zostanie podzielona przez {\displaystyle 2\pi ,} uzyskamy „zredukowaną” długość fali Comptona {\displaystyle {\overline {\lambda }},} tj. długość fali Comptona dla 1 radiana zamiast dla {\displaystyle 2\pi } radianów:
{\displaystyle {\overline {\lambda }}={\frac {\lambda }{2\pi }}={\frac {\hbar }{mc}},}
gdzie {\displaystyle \hbar } jest „zredukowaną” stałą Plancka.

## Zastosowanie w równaniach dla masywnych cząstek
Zredukowana fala Comptona jest naturalną reprezentacją masy na poziomie kwantowym i występuje w tej postaci w wielu podstawowych równaniach mechaniki kwantowej. Zredukowana długość fali Comptona pojawia się w relatywistycznym równaniu Kleina-Gordona dla cząstki swobodnej:
{\displaystyle \mathbf {\nabla } ^{2}\psi -{\frac {1}{c^{2}}}{\frac {\partial ^{2}}{\partial t^{2}}}\psi =\left({\frac {mc}{\hbar }}\right)^{2}\psi .}
Występuje w równaniu Diraca (poniższe obliczenia są wyraźną kowariantną formą konwencji sumacyjnej Einsteina):
{\displaystyle -i\gamma ^{\mu }\partial _{\mu }\psi +\left({\frac {mc}{\hbar }}\right)\psi =0.}
Zredukowana fala Comptona pojawia się również w równaniu Schrödingera, choć jej obecność nie jest ujawniona w tradycyjnych reprezentacjach równania. Taka forma równania przedstawiona została poniżej (na przykładzie elektronu, pochodzącego z atomu wodoropodobnego):
{\displaystyle i\hbar {\frac {\partial }{\partial t}}\psi =-{\frac {\hbar ^{2}}{2m}}\nabla ^{2}\psi -{\frac {1}{4\pi \epsilon _{0}}}{\frac {Ze^{2}}{r}}\psi .}
Dzieląc obie strony równania przez {\displaystyle \hbar c,} otrzyma się następującą postać:
{\displaystyle {\frac {i}{c}}{\frac {\partial }{\partial t}}\psi =-{\frac {1}{2}}\left({\frac {\hbar }{mc}}\right)\nabla ^{2}\psi -{\frac {1}{4\pi \epsilon _{0}\hbar c}}{\frac {Ze^{2}}{r}}\psi .}
na końcu podstawiając Stałą struktury subtelnej {\displaystyle \alpha ={\frac {1}{4\pi \varepsilon _{0}}}{\frac {e^{2}}{\hbar c}},} otrzymujemy:
{\displaystyle {\frac {i}{c}}{\frac {\partial }{\partial t}}\psi =-{\frac {1}{2}}\left({\frac {\hbar }{mc}}\right)\nabla ^{2}\psi -{\frac {\alpha Z}{r}}\psi .}

## Relacja między zredukowaną i niezredukowaną długością fali Comptona
Zredukowana KDF jest naturalną reprezentacją dla masy w skali kwantowej. Równania, które odnoszą się do masy inercyjnej (jak np. równania Kleina-Gordona i Schrödingera), wykorzystują zredukowaną długość fali. Długość niezredukowanej fali Comptona jest naturalną reprezentacją masy, która została przekształcona w energię. W równaniach odnoszących się do zamiany masy w energię, a także do długości fal fotonów, które dokonują interakcji z masą, wykorzystują niezredukowaną długość fali.
Cząstka o masie spoczynkowej {\displaystyle m} posiada energię spoczynkową {\displaystyle E=mc^{2}.} Długość niezredukowanej fali Comptona tej cząstki jest długością fali fotonu o tej samej energii. Dla fotonów o częstotliwości {\displaystyle f} energia wynosi:
{\displaystyle E=hf={\frac {hc}{\lambda }}=mc^{2},}
przez co uzyskujemy wzór na niezredukowaną lub standardową KDF, jeżeli zostanie rozwiązany dla wartości {\displaystyle \lambda .}

## Ograniczenia pomiarów
Długość fali Comptona wyraża podstawowe ograniczenie pomiaru położenia cząstki, z uwzględnieniem mechaniki kwantowej i szczególnej teorii względności
Ograniczenie to zależy od masy {\displaystyle m} cząstki. Aby to zobaczyć, należy zauważyć, że można zmierzyć pozycję cząstki, odbijając od niej światło – ale dokładny pomiar pozycji wymaga światła o krótkiej długości fali. Światło o krótkiej długości fali składa się z fotonów o wysokiej energii. Jeśli energia tych fotonów przekracza {\displaystyle mc^{2},} gdy uderzy się w cząsteczkę, której położenie jest mierzone, zderzenie może wytworzyć wystarczającą ilość energii, aby stworzyć nową cząsteczkę tego samego typu. [Potrzebne źródło] To sprawia, że kwestią sporną jest lokalizacja oryginalnej cząstki.
Ten argument pokazuje również, że zredukowana długość fali Comptona jest punktem, poniżej którego kwantowa teoria pola – która może opisywać tworzenie cząstek i anihilację – staje się istotna. Powyższy argument można nieco bardziej sprecyzować w następujący sposób: Załóżmy, że chcemy zmierzyć pozycję cząstki z dokładnością {\displaystyle \Delta x.} Wówczas zgodnie z zasadą nieoznaczoności dla pozycji i pędu otrzymujemy:
{\displaystyle \Delta x\,\Delta p\geqslant {\frac {\hbar }{2}},}
więc niepewność pędu cząstki spełnia równanie:
{\displaystyle \Delta p\geqslant {\frac {\hbar }{2\Delta x}}.}
Stosując relatywistyczną relację między pędem i energią {\displaystyle E^{2}{=}(pc)^{2}+(mc^{2})^{2},} gdy wartość {\displaystyle \Delta p} jest większa od {\displaystyle mc,} wówczas nieokreśloność energii jest większa niż {\displaystyle mc^{2},} co jest wystarczającą energią do stworzenia kolejnej cząstki tego samego typu. Lecz należy to wykluczyć. W szczególności minimalna nieokreśloność występuje, gdy rozproszony foton ma energię graniczną równą energii obserwowanej zdarzenia. Wynika z tego, że istnieje podstawowe minimum dla {\displaystyle \Delta x{:}}
{\displaystyle \Delta x\geqslant {\frac {1}{2}}\left({\frac {\hbar }{mc}}\right).}
Zatem niepewność położenia musi być większa niż połowa zredukowanej długości fali Comptona {\displaystyle {\frac {\hbar }{mc}}.}
Długość fali Comptona można skontrastować z długością fali de Broglie’a, która zależy od pędu cząstki i określa granicę między zachowaniem cząstki a falą w mechanice kwantowej.